# Castillo de Maintenon
El castillo de Maintenon (en francés: Château de Maintenon) es un chateau  de estilo gótico y renacentista con museo, un parque y jardines «à la française», «à l'anglaise», que cuenta con un palomar, ruinas del acueducto de Luis XIV y arboreto de 30 hectáreas de extensión de propiedad privada, localizado en la comuna de Maintenon, región de Centro-Val de Loira de Francia.
El edificio se halla en el Valle del Loira inscrito como Patrimonio de la Humanidad de la UNESCO.
El castillo de Maintenon ha sido objeto de una clasificación a título de los monuments historiques de France con el n.º de ref. PA00097146, desde el 25 de julio de 1944.

## Localización
La población y comuna francesa de Maintenon se ubica en el  departamento de Eure y Loir, en el distrito de Chartres. Es el chef-lieu del cantón de Maintenon, aunque Épernon la supera en población.
Situado en el seno de un fértil valle en la confluencia del Eure  y del Voise, Maintenon se encuentra en la región natural de la Cuenca de París, en el límite norte extremo de la región natural francesa de Beauce, próxima a la región natural de Thimerais.
Parc et jardin du Château de Maintenon Domaine du Château de Maintenon,  Place Aristide Briand B.p. 13016 Code postal 28130 Maintenon, Département de Eure-et-Loir, Région de Centre, Cedex France-Francia.
Planos y vistas satelitales 48°35′08″N 1°34′41″E / 48.58556, 1.57806
Se abre al público en visita libre y de grupo previa cita. Se paga una tarifa de entrada.

## Historia

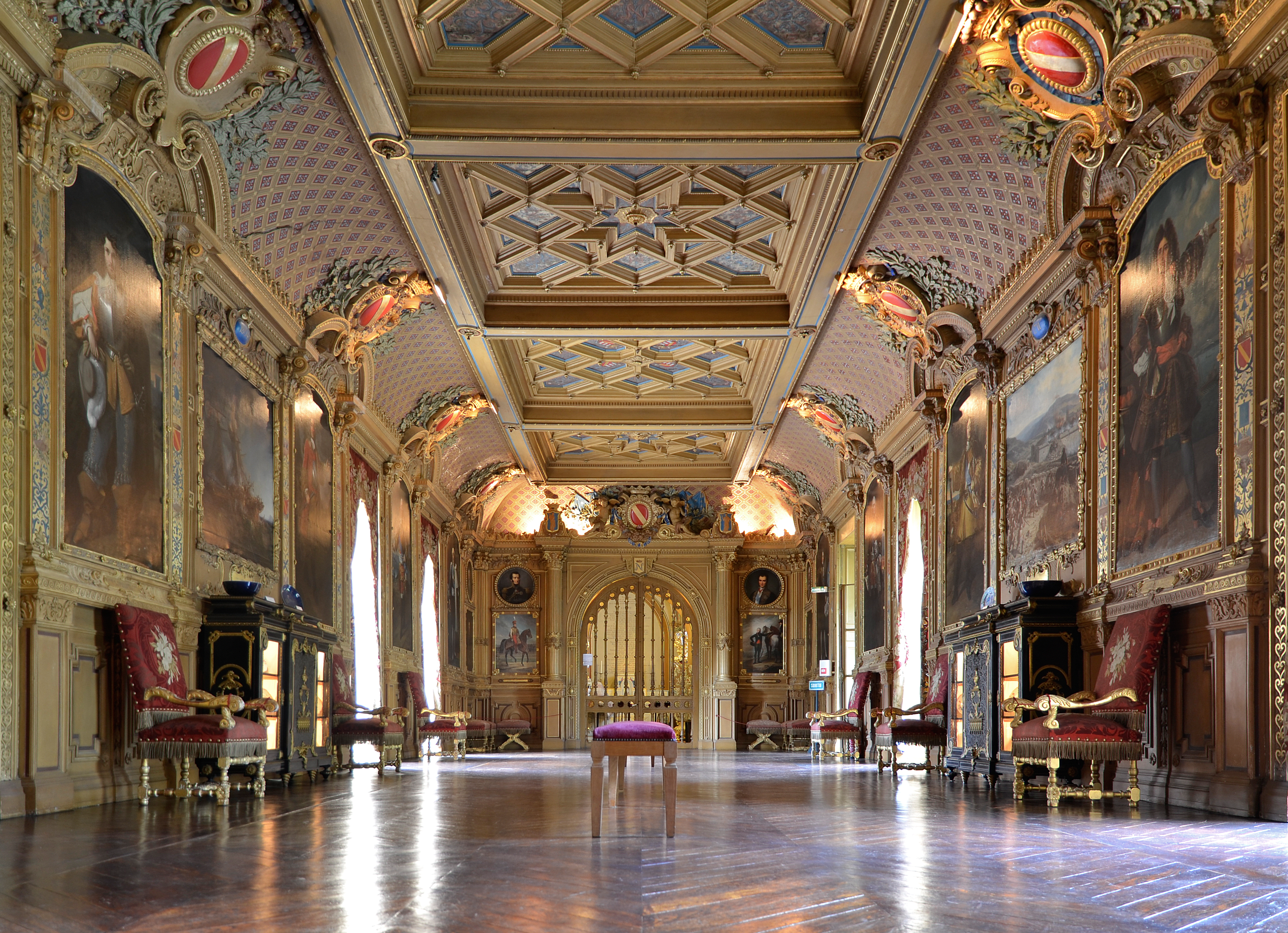
"La grande galerie" en 2012.

En 1505, se construye un nuevo castillo sobre los restos de los edificios de una antigua fortaleza del siglo XII, dándole su forma actual de una construcción del Renacimiento. En 1674, la tierra se convierte en propiedad de la Sra Scaron, futura marquesa de Maintenon. Ella construyó una nueva ala y diseñar por Le Nôtre, el canal, macizos de flores y el parque al final de los cuales el acueducto pasa a conducir las aguas del Eure a Versalles.
Después de Madame de Maintenon, la propiedad pasa a la familia de Noailles. Alrededor de 1855, las fachadas del edificio principal se transformaron y algunas habitaciones y galerías pasan a ser remodelados al gusto de la época. El parque se convirtió en una zona ajardinada resaltando como un decorado a las ruinas del acueducto.
Construido sobre una isla, el castillo es de planta cuadrada con un edificio central reservado para las habitaciones y dos alas. Un muro cortina fue demolido en el siglo XVII para permitir la vista de los macizos de flores, cerró el cuarto lado. En las esquinas de los edificios se levantan torres, una de las mayores cuadrada, sirvió como una mazmorra.
En frente del castillo estaba el patio con las dependencias y una gran capilla de los siglos XV y XVI. Al oeste del Eure están los grandes edificios de los comunes con un palomar y los jardines formales.
El castillo está registrado como monumento histórico en 1944. Alrededor de 1950 la oficina del duque de Noailles dejó el castillo para entrar en la colección de arte de  Élie de Rothschild (1917-2007) y su esposa, nacida Liliane Fould-Springer
.

### Sucesión de propietarios y habitantes
Familia de Maintenon

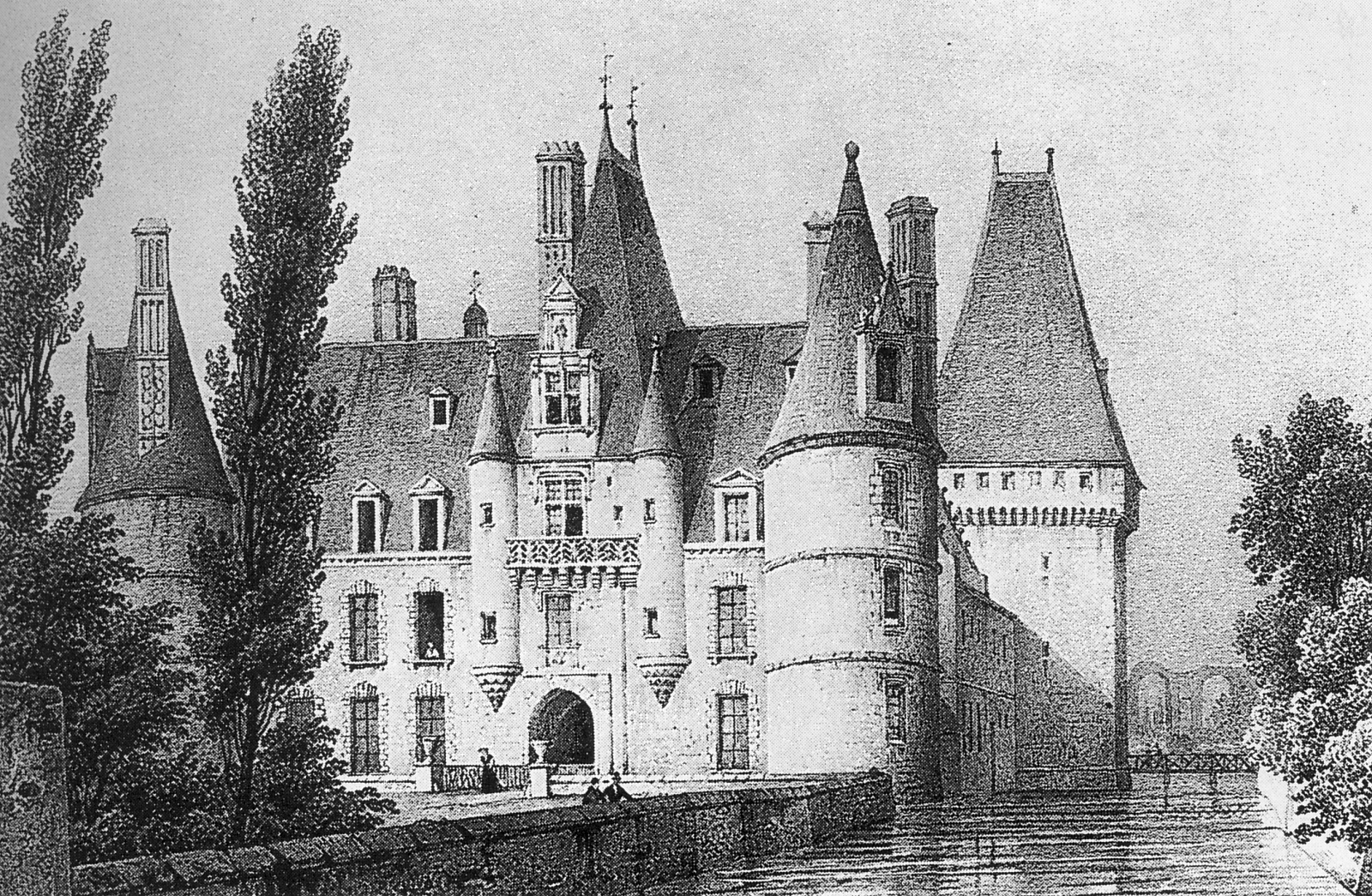
Litografía del obra de Bichebois

- Finales del siglo X : Avesgaud I; Primer señor de Maintenon (seigneur de Maintenon);[9]
- Desde 1028: Germond I, hijo del anterior;
- Citado desde 1053: Avesgaud II, hijo del anterior;
- Citado desde 1083: Germond II, hijo del anterior;
- Citado desde 1086 to 1120: Mainier, hijo del anterior;
- Citado desde 1123 to 1135 : Amaury I, hijo del anterior;
- Aproximadamente 1150: Guillaume, hijo del anterior;
- Aproximadamente 1180: Jean, hijo del anterior;
- Desde 1200 a 1237: Amaury II, hijo del anterior;
- Aproximadamente 1240: Amaury III, hijo del anterior;
- 1248: Hugues, hijo del anterior;
- Aproximadamente 1260: Jean, hermano del anterior;
- siglo XIII : Amaury IV, hijo o sobrino del anterior;
- Inicios del siglo XIII : X (muerto antes de 1331), hijo del anterior;
- Cerca de 1346 a 1373 : Amaury V, hijo del anterior;
- A finales del siglo XIII : Thibaud, hijo del anterior;
- Aproximadamente 1473: Jean, hijo del anterior;
- Aproximadamente 1485: Robert, hijo del anterior;
- A finales de 1497: Amaury Loresse, écuyer

Familia Cottereau
- A finales de 1503, Jean Cottereau;[4]

Familia Angennes

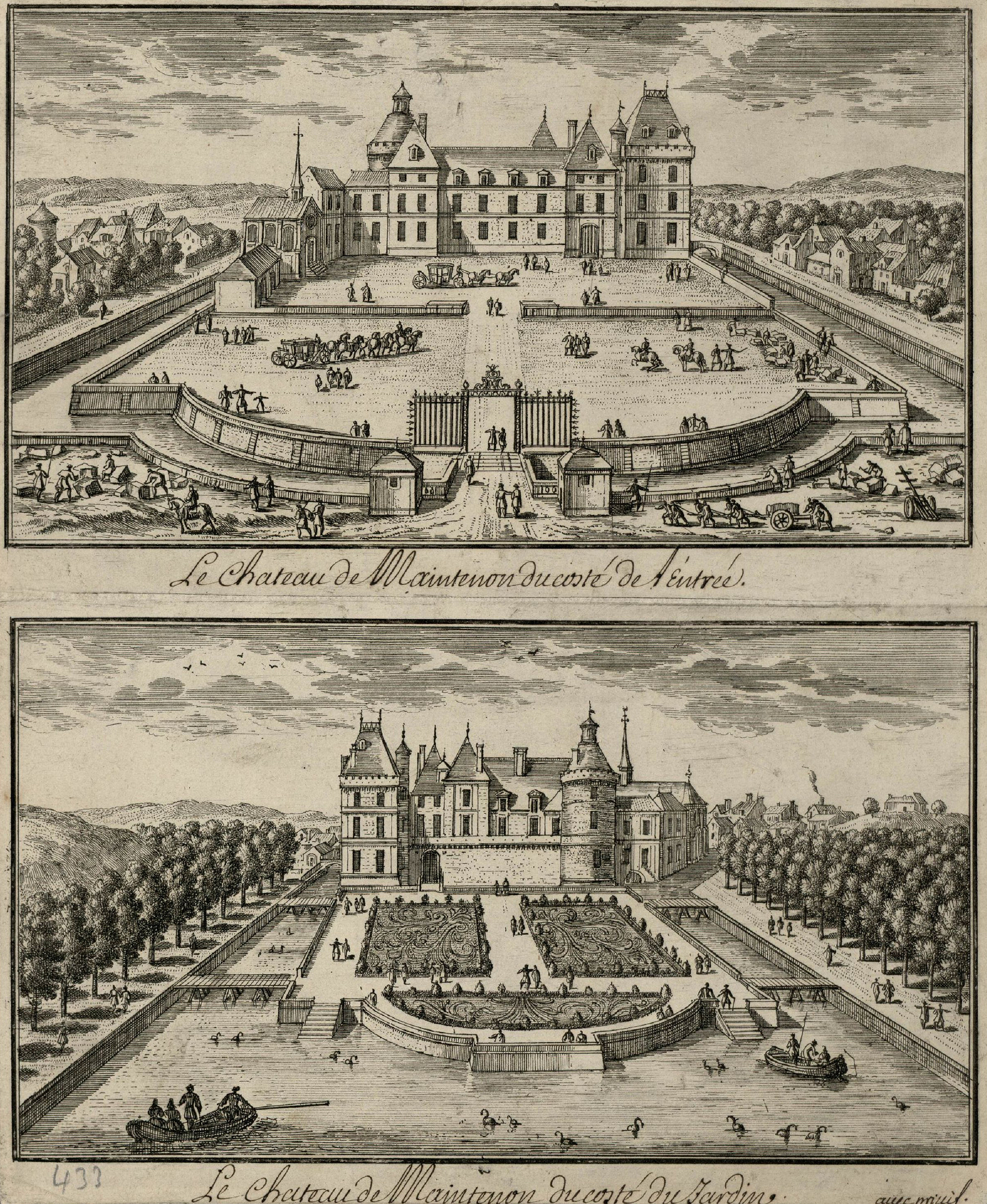
El "château" tal como estaba cuando en el vivía Madame de Montespan

- 1526: Jacques d’Angennes ( – 1562), señor de Rambouillet, casado con Isabeau ( – 1554), hija del anterior;
- Antes de 1573: Louis d’Angennes (1536 – after 1601), primer marqués de Maintenon, barón de Meslay, señor de La Moutonnière, Moutier y de La Villeneuve, hijo del anterior, casado con Françoise d'O;
- 1607: Charles, marqués de Maintenon, barón de Meslay, seigneur de La Moutonnière, du Moutier et de La Villeneuve, hijo del anterior, casado con Françoise, Señora de Blainville, Salvert y de Saint-Gervais;
- 1640: Louis, marqués de Maintenon, barón del marquesado de Meslay, señor de La Moutonnière, de Moutier, y de La Villeneuve, de Blainville y de Saint-Gervais, hijo del anterior, casado con Marie Le Clerc du Tremblay;
- Segunda parte del siglo XVII : Charles François (1648–1691), marqués de Maintenon, esposa a Catherine du Poyet de Poincy.[4]

Familia de Aubigné
- 1674: Madame de Maintenon (1635–1719) compró el marquesado al anterior;
  - 1677: Madame de Montespan dio a luz a su hija menor, futura Duquesa de Orléans;
  - 1689 y 1691: Racine escribió las tragedias Esther y Athalie para la Maison royale de Saint-Louis;[4]

Casa de Noailles
- 1698: Françoise Charlotte d'Aubigné (1684–1739), sobrina de Madame de Maintenon, mujer de  Adrien Maurice de Noailles (1678–1766) ; Madame de Maintenon quería a su sobrina;
- 1766: Louis de Noailles (1713–1793), hijo y heredero de la anterior, se casó en 1737 con Catherine de Cossé-Brissac.
- 1793: Jean de Noailles (1739–1824), hijo de los anteriores; se casó en 1755 con Louise d'Aguesseau;
- 1824: Paul de Noailles (1802–1885), sobrino nieto de los anteriores; se casó Alice de Rochechouart de Mortemart
- 1885: Jules Charles Victurnien de Noailles, duque de Noailles (1826–1895), hijo de los anteriores; se casó en 1851 con Clotilde de La Ferté-Meun;
- 1895: Adrien de Noailles, duc de Noailles (1869–1953), hijo de los anteriores; se casó en 1892 con Yolande de Luynes ;
  - Jean Maurice Paul Jules de Noailles, duc d’Ayen (1893–1945), su hijo murió en campaña; se había casado en 1919 con Solange de Labriffe;
- 1953 : Geneviève de Noailles (1921–1998), hija de Jean, heredera del  château; se casó en 1947 con Jean Gaston Amaury Raindre.[10][4]>

« Fondation du château de Maintenon »
- 1983 : la anterior lo donó a la Fondation du château de Maintenon.
- 2005 : la fundación dio el alojamiento al « Conseil général d'Eure-et-Loir ».[4]

Algunos retratos en el castillo de Maintenon
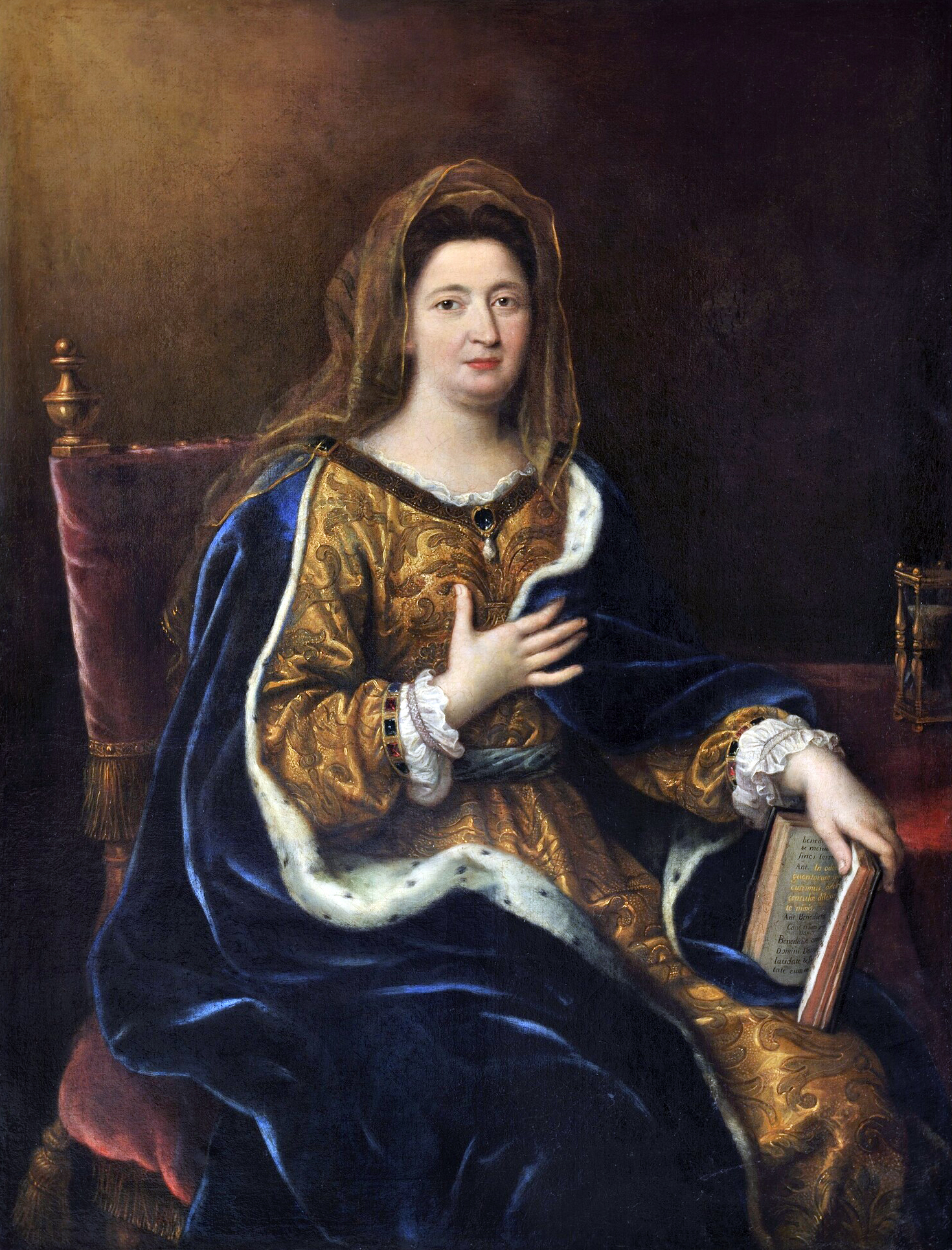
Madame de Maintenon
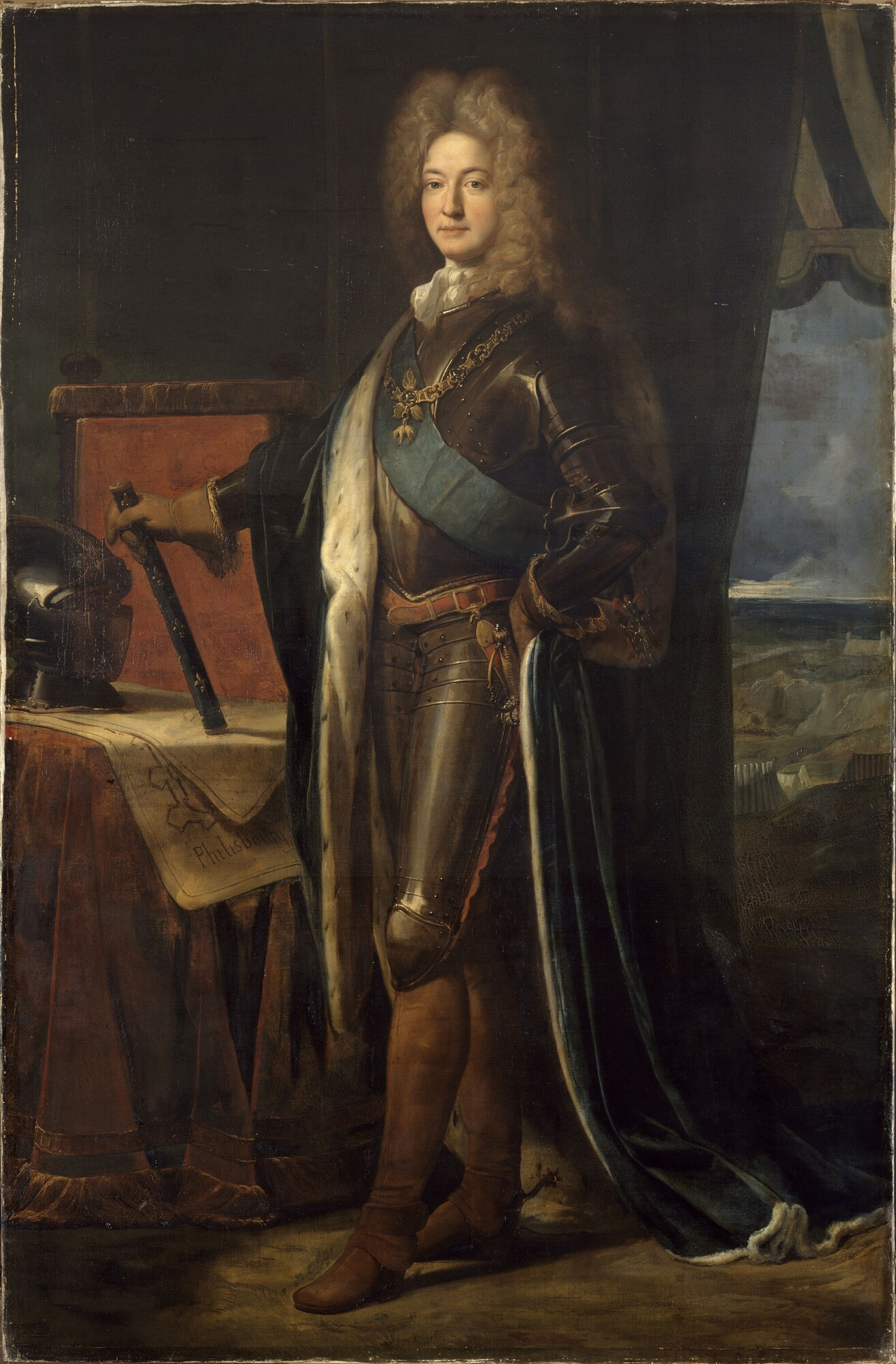
Adrien Maurice de Noailles
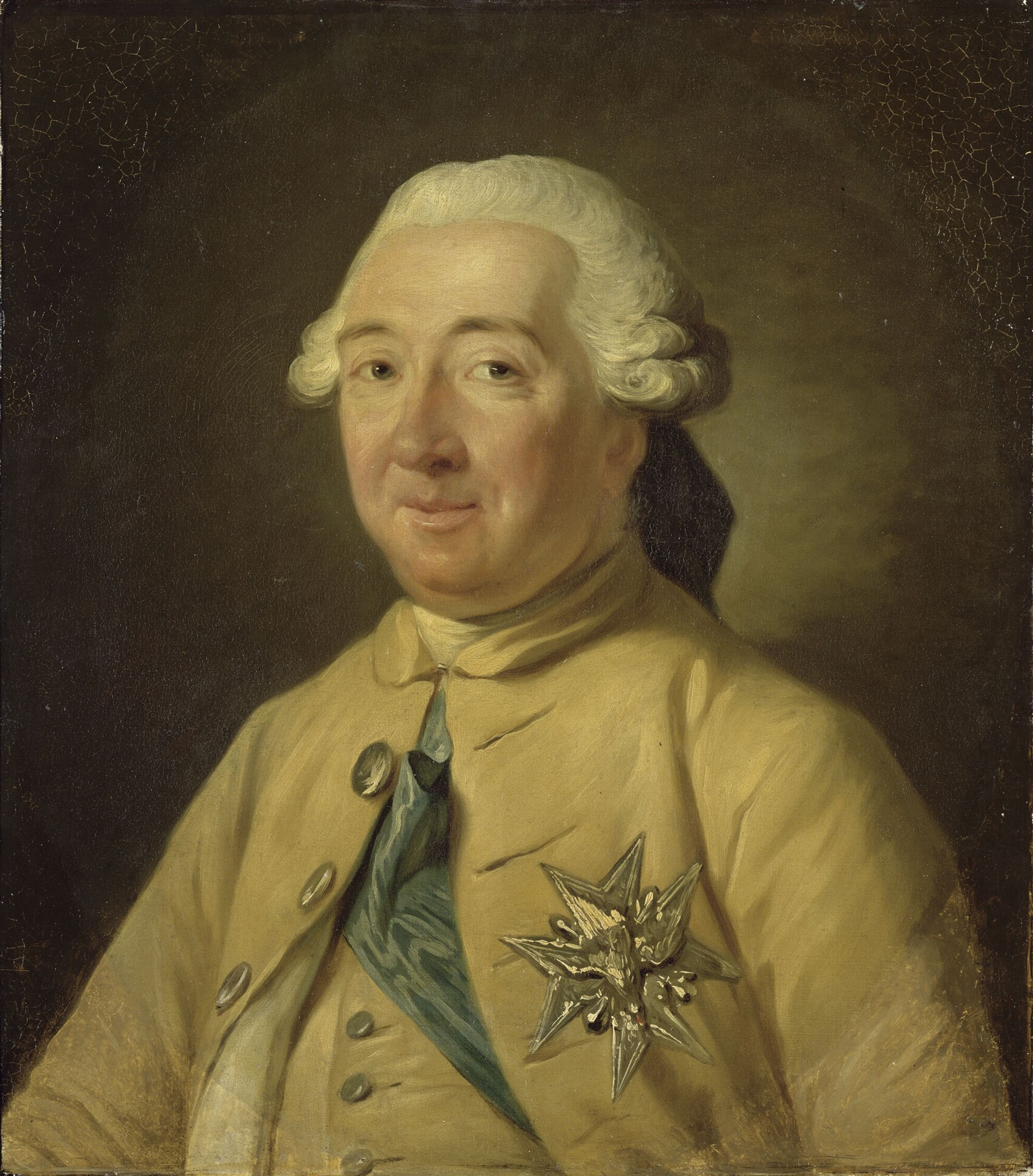
Louis de Noailles
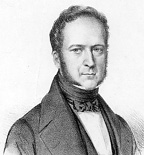
Paul de Noailles
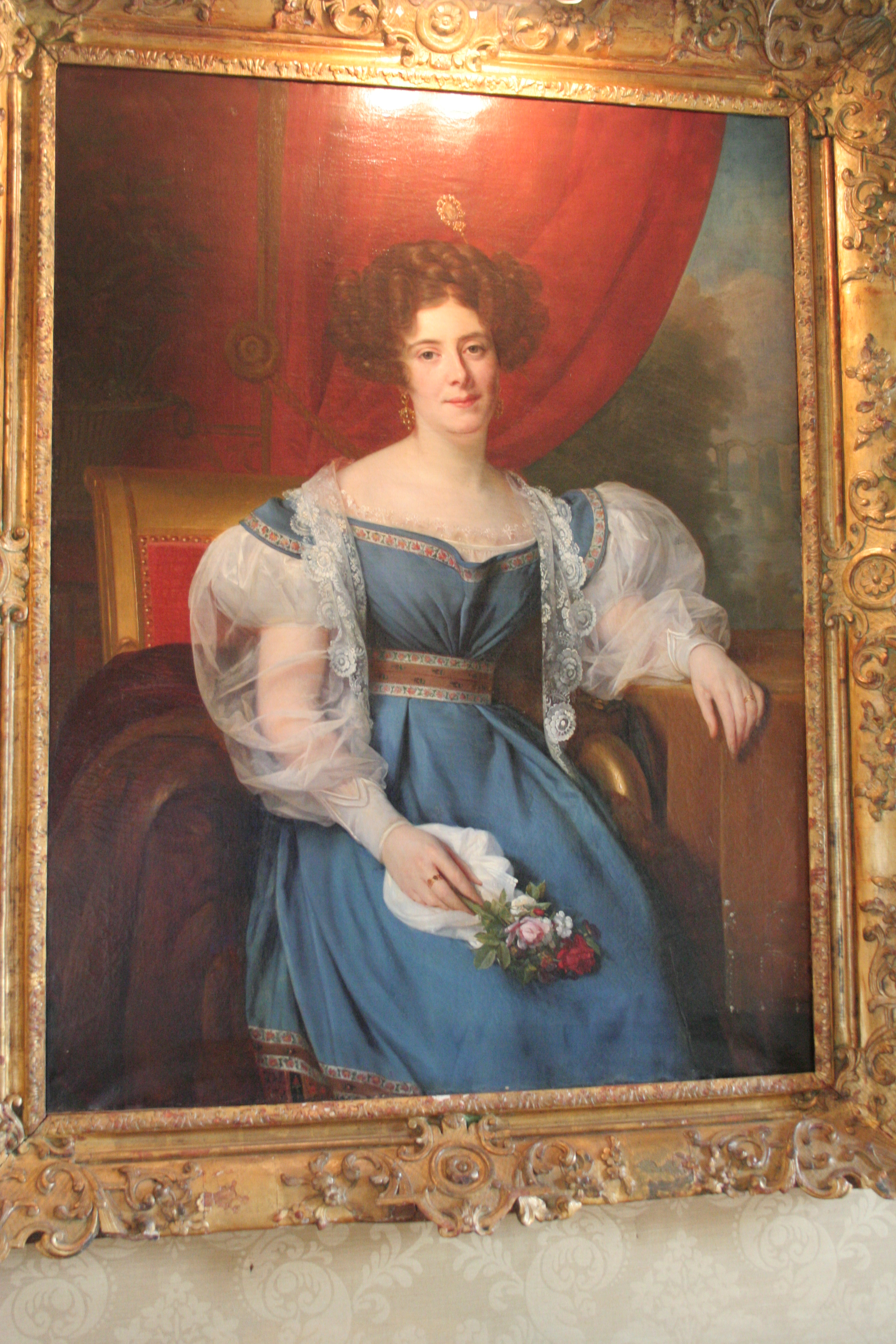
Alice Victurnienne de Rochechouart-Mortemart.

## El parque
Entre los elementos notables del parque se encuentran las ruinas del acueducto de Luis XIV. Este en sí mismo está clasificado como un « Monument historique » desde 1875 por el Ministerio de Cultura de Francia.

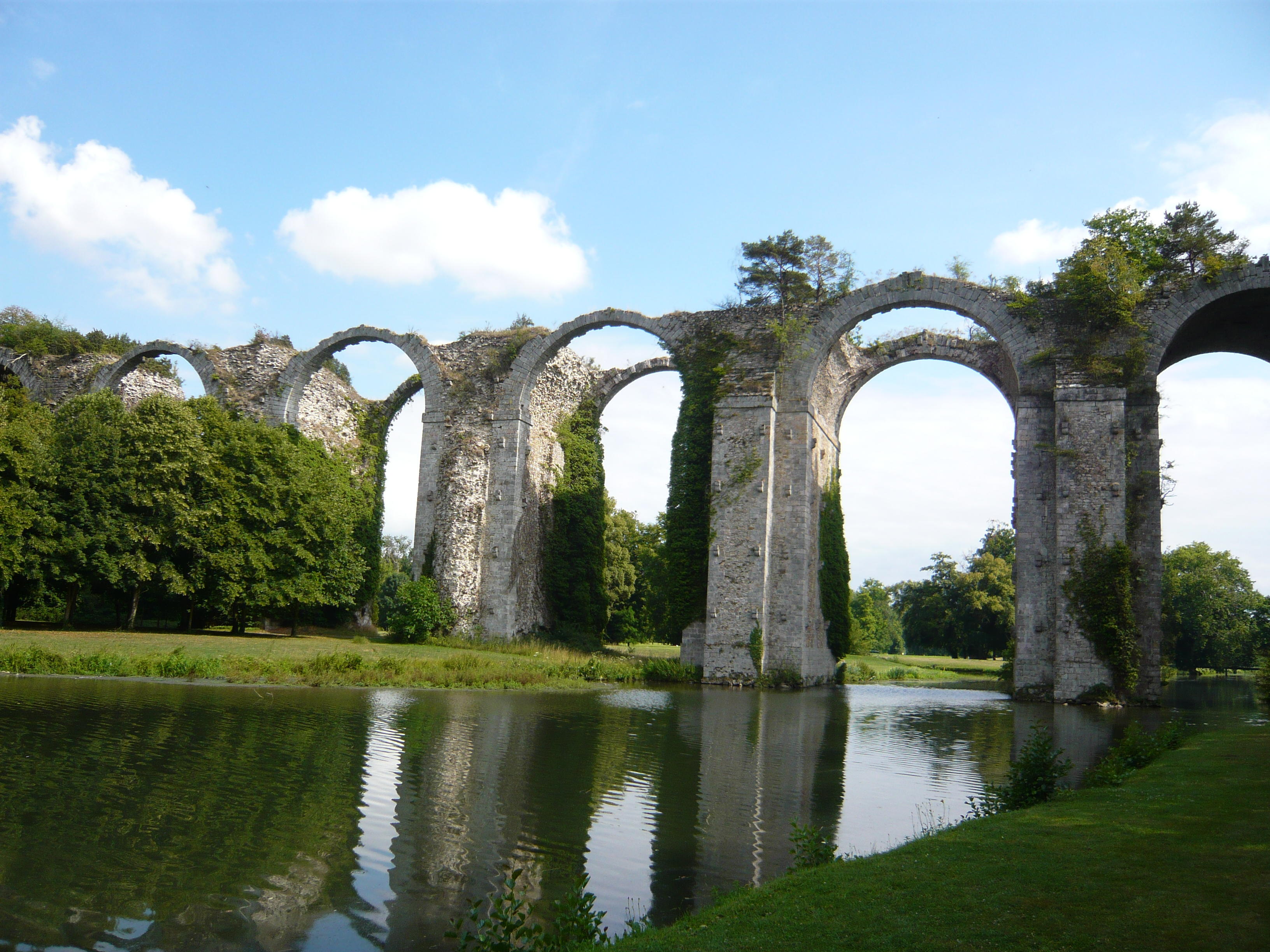
Las ruinas del acueducto de Luis XIV integradas en el parque del castillo.

El jardín que fue creado en la década de 1680, a petición del rey Luis XIV de Francia para su favorita y futura esposa, la marquesa de Maintenon. Es al jardinero Le Nôtre a quién debemos el diseño de las plantaciones y la disposición de los dos caminos del parque que bordean el curso del río Eure, uno de los cuales lleva su nombre. El otro, llamado "Racine", conmemora el famoso poeta que, a petición de Madame de Maintenon, trabajó las tragedias de "Esther" y "Athalie", destinado a ser interpretado en la casa de la educación que ella fundó en Saint-Cyr. En cuanto al acueducto que termina la perspectiva del parque, fue construido por Vauban y La Hire, a petición de Luis XIV de que cruzara el valle con las tuberías de agua de un circuito de unos 80 km, que fue diseñado para permitir la llegada de las aguas del Eure a Versalles. Se deberían haber incluido tres alturas de arcos, pero se mantuvo sin terminar.
El resto del parque, tal como lo conocemos actualmente fue diseñado en el siglo XIX por el duque Paul de Noailles, de acuerdo con la moda «à l'anglaise» (prados con arboledas y estanques, pasillos cubiertos y rodeados de bosque).

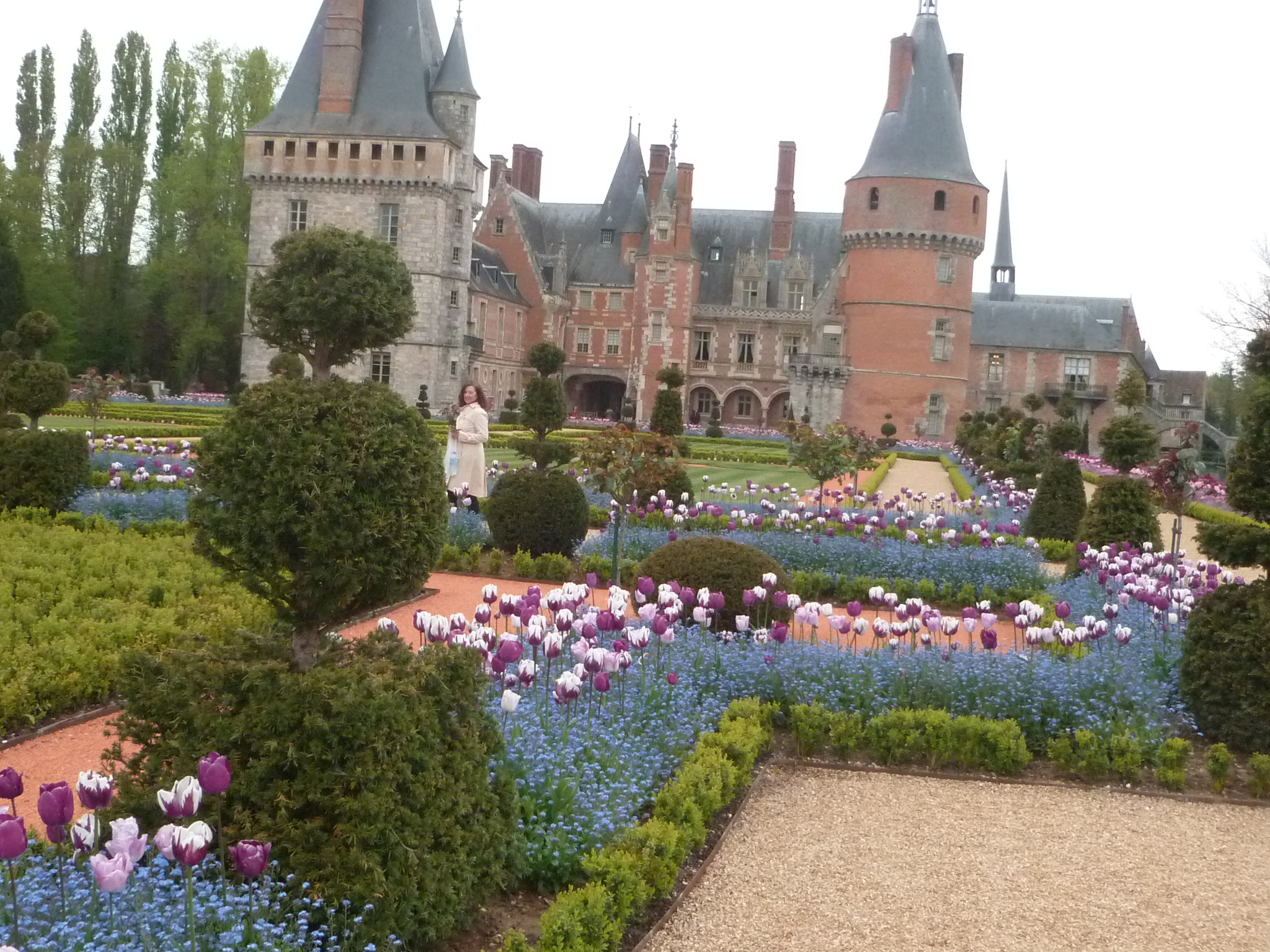
Los jardines formales junto al castillo.

Hasta el año 2013, el jardín era un simple parterre, en el que se diseñaba en su parte central el monograma de Luis XIV, dos "L" entrelazadas. Con la ocasión de los 400 años del nacimiento de André Le Nôtre (2013) este parterre fue reemplazado por un jardín «à la française», realizado por el « Conseil départemental d'Eure-et-Loir » según los planos establecidos por Le Nôtre pero sin embargo sin realización hasta ahora.
El castillo está ubicado en un parque con árboles centenarios en el que abundan los tilos bordeando las avenidas junto con cedros, Acer campestre, Acer cappadocicum, Acer davidii, Acer ginnala, Acer palmatum, Acer cissifolium, Gleditsia triacanthos, robles, carpes, hayas, plátanos de sombra, Quercus acutissima, Prunus laurocerasus var.  'Caucasica', Prunus maackii, Prunus serrulata var. 'Kanzan', Euonymus japonicus. En el sotobosque se puede observar narcisos, ciclamenes o azafranes según las estaciones del año.
El jardín con bojes, rosas, peonías, lirios, no-me-olvides y azucenas.